# ウルリッヒ・ヤスパー・ゼーツェン

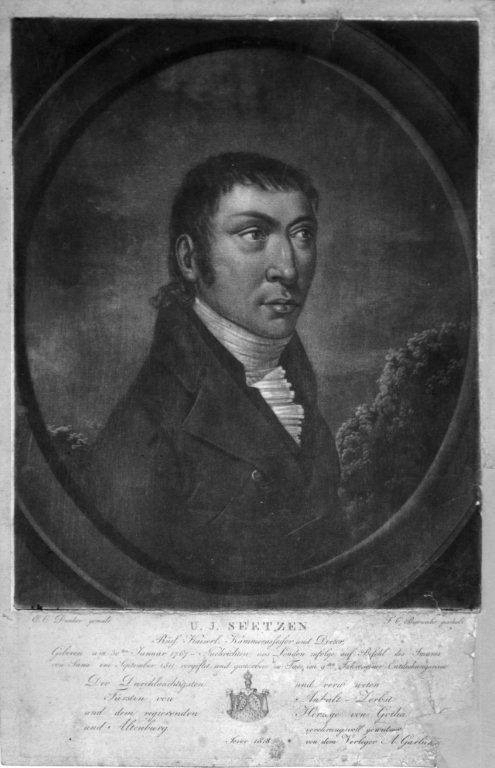
ウルリッヒ・ヤスパー・ゼーツェン

ウルリッヒ・ヤスパー・ゼーツェン（Ulrich Jasper Seetzen, 1767年1月30日 - 1811年10月）は、ドイツの旅行家である。アラビアやパレスチナを旅した。
イェファーに生まれた。ゲッティンゲン大学で医学を学んだが、博物学や技術に興味を持ち、いくつかの論文で評判を得た一方でオランダやドイツの各地を旅行した。1802年に役人になったが、未知の土地を旅行する情熱が昂じて、その年の夏にヤコブセンという友人とともに旅を始め、ドナウ川を下りコンスタンチノープルで6か月滞在した後、トルコのスミュルナ（現在のイズミル）に達した。ここでヤコブセンと分かれた後、再び小アジアを通ってシリアのアレッポまで旅した。アレッポには1803年の11月から1805年の4月まで滞在してアラビア語を学び、旅に不自由しなくなった。1808年から1809年に旅行記が出版され、パレスチナの東部・西部、シナイ半島の自然、カイロやファイユームに関する有益な情報をもたらした。
最も有名な探検は、物乞いに扮装して単身で行った死海のまわりを旅した旅行であり、1809年9月には巡礼に扮して海路ジッダに渡り、メッカに至った。アラビアで多くの旅を行い、現在のサウジアラビアのメディナからラハク（Lahak, 現在のテヘランの一部）に至る広範な地域を旅した。1810年11月に、モカに戻ってヨーロッパの友人に手紙を書いたのが最後の便りとなった。翌年の10月にマスカットを目指して旅立ったが、その2日後に遺体で発見された。
旅行記に書かれなかった旅行を記述した書簡や論文の一部は、フリードリヒ・クルーゼ (Friedrich Karl Hermann Kruse) やアヒム・リヒテンベルガー (Achim Lichtenberger) によって出版された。

## 著作
- Friedrich Karl Hermann Kruse (Hrsg.): Ulrich Jasper Seetzen's Reisen durch Syrien, Palästina, Phönicien, die Transjordan-Länder, Arabia Petraea und Unter-Aegypten. 4 Bände. G. Reimer, Berlin 1855-1859 (Digitalisat von Bd. 4); Nachdruck: Hildesheim, Olms, 2004, ISBN 3-487-12630-3
- Achim Lichtenberger (Hrsg.): Ulrich Jasper Seetzen. Unter Mönchen und Beduinen. Reisen in Palästina und angrenzenden Ländern 1805-1807. Edition Erdmann, Stuttgart und Wien 2002, ISBN 3-522-60044-4
- Ulrich Jasper Seetzen: Tagebuch des Aufenthalts in Aleppo 1803 - 1805. Hildesheim, Olms, 2011, ISBN 978-3-487-14611-9 (Schriftenreihe des Landesmuseums für Natur und Mensch; H. 87; Schriften der Landesbibliothek Oldenburg; 53)
- Ulrich Jasper Seetzen: Tagebuch des Aufenthalts in Konstantinopel und der Reise nach Aleppo 1802 – 1803. bearbeitet von Volkmar Enderlein, Hildesheim, Olms, 2012, ISBN 978-3-487-14610-2
- Heinz Sölken: Seetzens Áffadéh - Ein Beitrag zur Kotoko-Sprachdokumentation, Berlin, Akademie-Verlag, 1967.